# SN 1998cg
SN 1998cg – supernowa typu Ia odkryta 1 maja 1998 roku w galaktyce A121818+2044. W momencie odkrycia miała maksymalną jasność 18,50m.